# Абдолов, Михаил
Михаи́л Абдо́лов (1 июня 1918 — 11 мая 2006) — Герой Советского Союза, участник Великой Отечественной войны.

## Довоенная биография
Михаил Абдолов родился 1 июня 1918 года в селе Битик Уральской области (ныне Акжаикский район, Западно-Казахстанская область, Казахстан). Казах.
Окончив сельскую школу, Михаил Абдолов работал в совхозе.

## Участие вВеликой Отечественной войне
Михаил Абдолов служил в рядах РККА с 1938 года. С июня 1941 года Михаил Абдолов принимал участие в боях на фронтах Великой Отечественной войны.
Михаил Абдолов отличился в боях в Югославии и Венгрии.
В ночь на 7 ноября 1944 года группа разведчиков, под командованием Михаила Абдолова, переправилась через реку Дунай в районе южнее венгерского города Мохач и внезапно напала на вражеский наблюдательный пункт. Отряд захватил 12 гитлеровцев (в том числе, Михаил Абдолов лично пленил четверых и уничтожил несколько солдат и одного офицера).
Указом Президиума Верховного Совета СССР от 24 марта 1945 года за образцовое выполнение боевых заданий командования на фронте борьбы с немецко-фашистскими захватчиками и проявленные при этом мужество и героизм старшему сержанту Михаилу Абдолову присвоено звание Героя Советского Союза с вручением ордена Ленина № 43984 и медали «Золотая Звезда» № 5436.

## Послевоенная карьера
Демобилизовавшись в 1946 году, Михаил Абдолов вернулся в Казахскую ССР, где работал в совхозе.
В КПСС Михаил Абдолов вступил в 1958 году.
В последующие годы жил в селе Булан Жамбылского сельского округа Акжаикского района Западно-Казахстанской области Казахстана.
Михаил Абдолов умер 11 мая 2006 года.